# Жлезисти малайски змии
Жлезистите малайски змии (Calliophis) са род влечуги от семейство Аспидови (Elapidae).
Таксонът е описан за пръв път от британския зоолог и филателист Джон Едуард Грей през 1834 година.

## Видове
- Calliophis beddomei
- Calliophis bibroni
- Calliophis bilineata
- Calliophis bivirgatus – Синя малайска коралова змия
- Calliophis castoe
- Calliophis gracilis
- Calliophis haematoetron
- Calliophis intestinalis
- Calliophis maculiceps
- Calliophis melanurus
- Calliophis nigrescens
- Calliophis philippina
- Calliophis salitan
- Calliophis suluensis